# Juan Sánchez de Castro

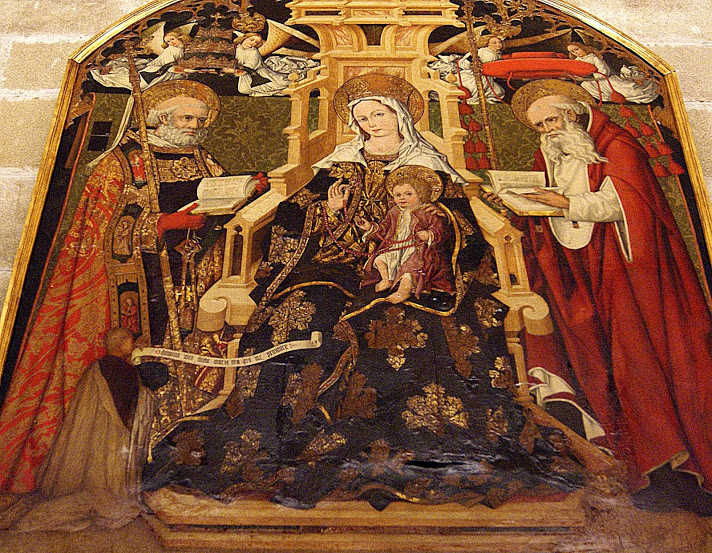
Virgen de Gracia con San Pedro y San Jerónimo, Catedral de Sevilla.

Juan Sánchez de Castro fue un pintor español activo en Sevilla entre 1478 y 1502. De estilo gótico final o hispano-flamenco, no debe ser confundido con su homónimo Juan Sánchez de San Román, también activo en Sevilla pero de estilo distinto al suyo.

## Biografía
Sánchez de Castro destaca dentro del grupo de pintores góticos de Andalucía. Su obra está teñida de dulzura, gracia y suavidad, con influencia del estilo mediterráneo. Tradicionalmente es llamado «el patriarca de la pintura sevillana».
Su actividad está documentada en el Alcázar de Sevilla en 1478 y en el Monasterio de Santiago de la Espada en 1502, en este último lugar junto a su hijo, el también pintor Pedro Sánchez. 
De su obra destaca la Virgen de Gracia en la catedral de Sevilla y la Virgen de la Leche, del Museo Nacional de Arte de Cataluña. Asimismo, en el Museo de Bellas Artes de Sevilla hay varias obras que se consideran de su círculo.

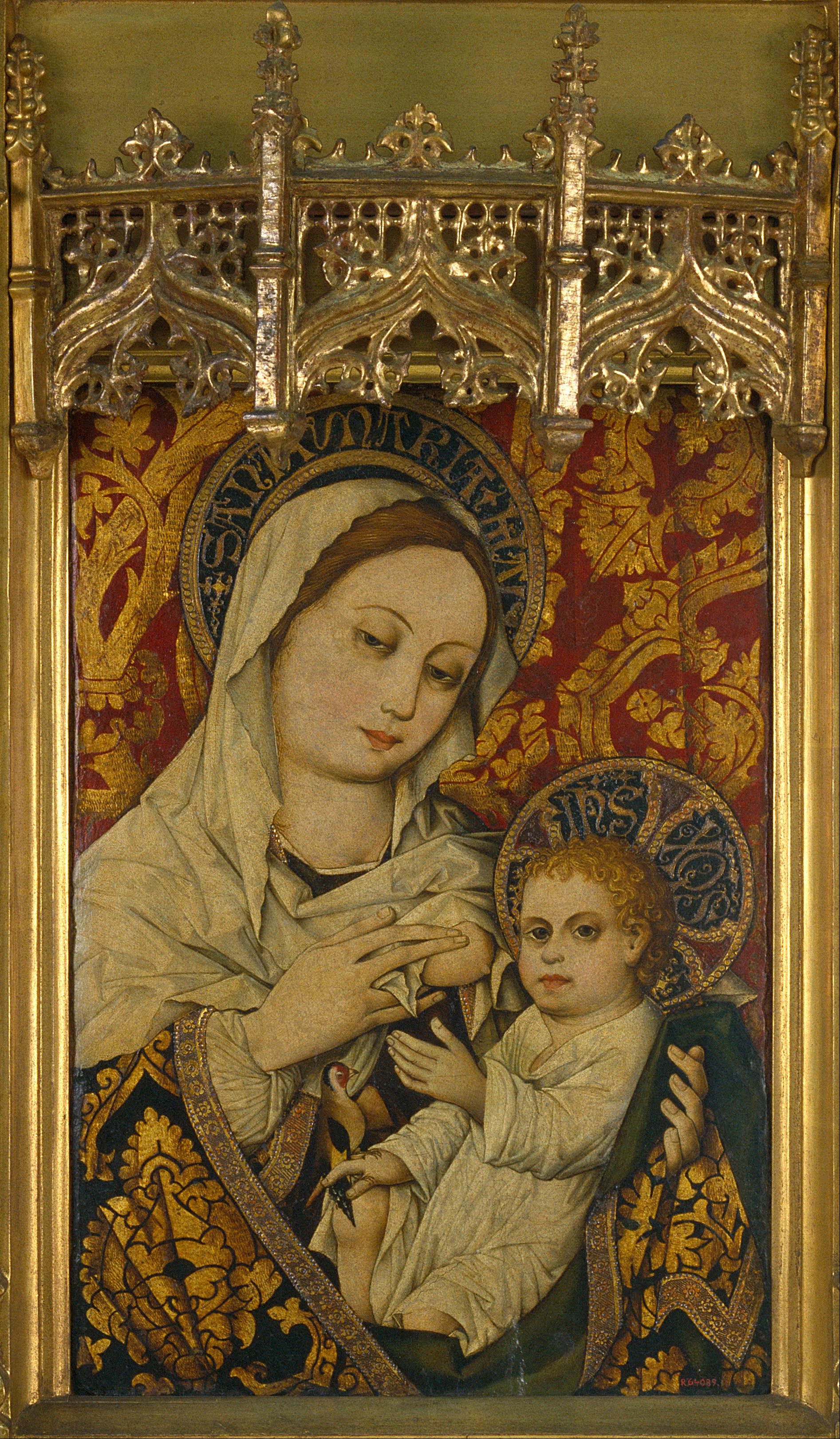
Virgen de la Leche, Museo Nacional de Arte de Cataluña.

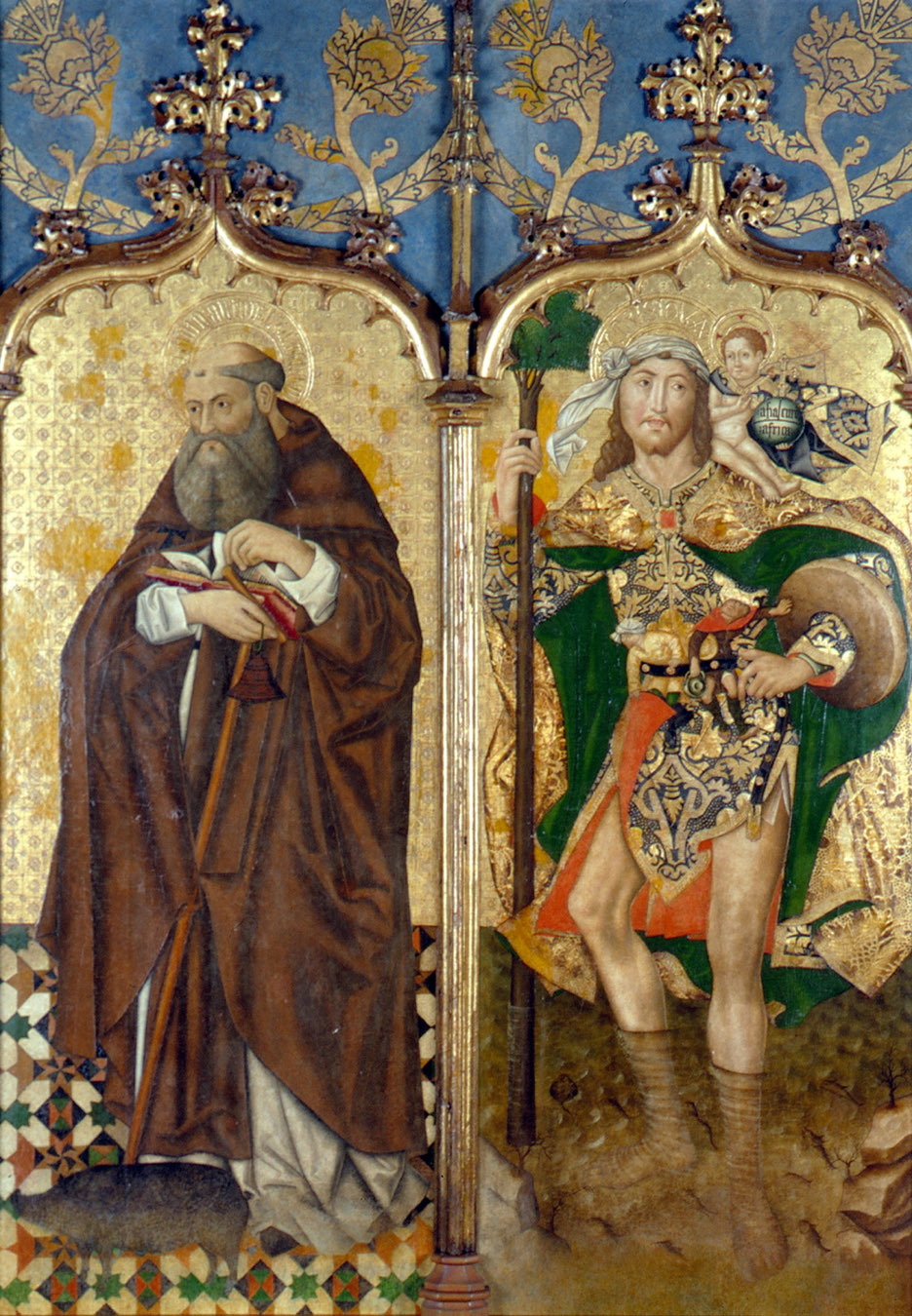
San Antonio Abad y San Cristóbal es una obra del círculo de Juan Sánchez de Castro que se encuentra expuesta en el Museo de Bellas Artes de Sevilla.